# 31 minutos (álbum)
31 minutos es el primer álbum de estudio de la serie de televisión chilena 31 minutos, lanzado el 8 de julio de 2003 bajo el sello La Oreja. Contiene las canciones que formaron parte de la clasificación musical y banda sonora de los capítulos de la primera temporada del programa. La canción «Bailan sin César» fue elegida para su difusión radial, y tuvo alta rotación durante 2003. Esta y «Tangananica Tangananá» han sido interpretadas por el vocalista de la banda chilena Los Prisioneros, Jorge González. En 2007 fue editado por primera vez en México bajo el sello discográfico EMI. Ha sido reconocido en múltiples ocasiones, por ejemplo, EMOL añadió el álbum en su selección de 35 discos fundamentales de la música popular chilena.

## Historia

### Composición
Luego de ganar un fondo del Consejo Nacional de Televisión para producir el programa 31 minutos, Álvaro Díaz y Pedro Peirano —ambos periodistas egresados de la Universidad de Chile— llegaron a la idea de incluir en el proyecto un segmento donde se presentara una clasificación musical. En un inicio Díaz quería usar canciones de Florcita Motuda, pero Peirano se inclinó por componerlas y recomendó a Pablo Ilabaca —guitarrista del grupo de funk rock Chancho en Piedra en ese entonces— para desarrollarlas. Ilabaca les mostró un CD con pistas creadas por él, pero que no tenían cabida en su banda. La primera de esa muestra fue el instrumental 31 minutos. Díaz y Peirano quedaron encantados con esta, y la eligieron como tema de entrada de la serie.
El disco contenía otras melodías más a las que, junto a Rodrigo Salinas y Daniel Castro —integrantes del colectivo La nueva gráfica chilena— les añadieron las letras. «Tangananica Tangananá» es una de ellas; al principio Díaz la rechazó porque no le sonaba a nada, pero Peirano y Castro la reutilizaron para dar vida a una historia entre la disputa de dos hermanos por elegir cual es la mejor palabra: Tangananica o Tangananá.
Por su parte, Ilabaca tuvo que componer más canciones. Otras de sus creaciones fueron «Lala» —inicialmente un instrumental que inventó junto a DJ Raff, pero que no tenía donde usarlo— y «Mi equilibrio espiritual» —la cual había realizado para su banda Chancho en Piedra en el disco El tinto elemento, pero a su hermano y también integrante Felipe Ilabaca no le convenció—.
Álvaro Díaz compuso «Mi muñeca me habló». Durante las grabaciones de un proyecto paralelo, los creadores de 31 minutos fueron a comer mariscos en un local, pero al día siguiente les causó a ambos hepatitis. Peirano no salió tan afectado como Díaz, quien tuvo que guardar reposo en su casa durante un tiempo. En el cuarto donde descansaba había una muñeca, y producto de la fiebre generada por la enfermedad se inspiró en escribirla.

### Lanzamiento y recepción
31 minutos salió a la luz en el canal abierto Televisión Nacional de Chile el 15 de marzo de 2003 y durante el pasar de los capítulos aumentó la cuota de pantalla de la señal estatal y se convirtió en un éxito. También ayudó al desarrollo de otras ideas del bloque infantil —segmento en decadencia de la televisión chilena—. La productora Aplaplac —propiedad de Díaz y Peirano— firmó contrato con la empresa Agosín para lanzar productos oficiales. Entre ellos hubo peluches, un álbum de láminas, y dos DVD éxito de ventas: Lo mejor de 31 minutos y Los Policarpo Top Top Top Awards, convertidos al poco tiempo en los discos de video más vendidos en la historia de Chile. Con este logro superaron a Estadio Nacional de Los Prisioneros, disco que ocupaba este puesto en 2002. Jorge González —vocalista de Los Prisioneros— declaró ser fanático de 31 minutos, y grabó sus propias versiones de «Bailan sin César» y «Tangananica Tangananá» para el disco En las raras tocatas nuevas de la Rock & Pop.
Junto a todos los productos antes mencionados se editó bajo el sello independiente La Oreja un disco llamado 31 minutos, con las canciones que formaron parte de la clasificación musical presente en la primera temporada y su banda sonora. El álbum —realizado bajo la producción de Díaz e Ilabaca— se masterizó junto a diálogos de los capítulos y personajes, más tres videos musicales y un set de pegatinas de los personajes. Se prensaron diez mil ejemplares, de los cuales la mitad se encontraban reservados por las disquerías del país. El día de su lanzamiento —el 8 de julio de 2003— vendió en menos de dos horas las copias restantes, obteniendo la certificación de disco de oro en menos de 24 horas. 31 minutos fue invitado al programa de conversación De pe a pa —conducido por Pedro Carcuro—, donde se les hizo la entrega de un doble disco de platino por más de 50 000 copias vendidas. En pocos meses, superó las 120 000 copias vendidas, convirtiéndose en séxtuple disco de platino, y al finalizar el año 2003 ya se registraban 140 000 copias —muy cerca de las 160 000 copias que vendió el álbum México Lindo y Querido de la cantante María José Quintanilla, el disco más vendido del año—.
Tras su internacionalización y emisión por Canal 11, el sello discográfico EMI Music México reeditó el CD para la república mexicana en 2007. Más tarde se volvió a editar bajo Feria Music en Chile el año 2012 —luego de descontinuarse—, pero dos años después la discográfica quebró. Aplaplac —la productora de 31 minutos— volvió a editar el disco de manera independiente, y en noviembre de 2014 lanzó el compacto por primera vez en vinilo —junto al sello mexicano No visión—. Music factor volvió a fabricarlo en este formato, en 2016 —luego de descontinuarse nuevamente—. En 2019 y en conversación con el canal de televisión 13C, Pablo Ilabaca detalló las ventas del disco hasta ese año: 285 000 ejemplares distribuidos. Se volvió a reeditar en vinilo para el año 2023, conmemorando los 20 años de la serie.

## Lista de canciones
Todas las canciones escritas y compuestas por Pablo Ilabaca. 
| 31 minutos |                                                        |        |        |          |  |
| N.º        | Título                                                 | Letras | Música | Duración |  |
| 1.         | «Qué te pasa, Policarpo»                               |        |        | 0:09     |  |
| 2.         | «31 Minutos»                                           |        |        | 2:11     |  |
| 3.         | «En el continente negro»                               |        |        | 0:11     |  |
| 4.         | «Lala»                                                 |        |        | 1:27     |  |
| 5.         | «Joven de espíritu»                                    |        |        | 0:07     |  |
| 6.         | «Señora, devuélvame la pelota o si no, no sé que haré» |        |        | 3:07     |  |
| 7.         | «Terrible de frío»                                     |        |        | 0:27     |  |
| 8.         | «Bailan sin César»                                     |        |        | 1:52     |  |
| 9.         | «El baño molestoso»                                    |        |        | 1:35     |  |
| 10.        | «Martín»                                               |        |        | 0:05     |  |
| 11.        | «Tangananica Tangananá»                                |        |        | 1:46     |  |
| 12.        | «Si yo fuera rico»                                     |        |        | 0:22     |  |
| 13.        | «Mi muñeca me habló»                                   |        |        | 2:05     |  |
| 14.        | «En una cómoda cómoda de Ciudad Cómoda»                |        |        | 0:19     |  |
| 15.        | «Calcetín con Rombos Man»                              |        |        | 0:40     |  |
| 16.        | «No toquen esa consola»                                |        |        | 0:19     |  |
| 17.        | «Me cortaron mal el pelo»                              |        |        | 1:16     |  |
| 18.        | «Thank you Policarp for your information»              |        |        | 0:16     |  |
| 19.        | «They cut wrong my hair»                               |        |        | 1:15     |  |
| 20.        | «Yo vengo de Titirilquén»                              |        |        | 2:19     |  |
| 21.        | «La estrella del Chañaral»                             |        |        | 0:08     |  |
| 22.        | «Mi equilibrio espiritual»                             |        |        | 2:25     |  |
| 23.        | «Los Títeres (presentando “El hombre de plástico”)»    |        |        | 0:37     |  |
| 24.        | «Diente Blanco no te vayas»                            |        |        | 1:42     |  |
| 25.        | «Tengo miedo»                                          |        |        | 0:04     |  |
| 26.        | «Mico, el micrófono»                                   |        |        | 0:44     |  |
| 27.        | «Situación compleja de sequedad»                       |        |        | 0:07     |  |
| 28.        | «Yo opino»                                             |        |        | 1:28     |  |
| 29.        | «Quiero hacer mi show…»                                |        |        | 0:04     |  |
| 30.        | «Yo nunca vi televisión (y luego sí pero después no)»  |        |        | 2:41     |  |
| 31.        | «Chao»                                                 |        |        | 0:41     |  |
| 32:29      |                                                        |        |        |          |  |

## Créditos

### Voces y músicos
- Pablo Ilabaca: Guitarra acústica y eléctrica, teclados, sintetizador, programación, percusión; voz de Pepe Lota y Freddy Turbina.

- Daniel Castro: voz de Policarpo Avendaño, el mono loco blanco, Tangananica, Calcetín con rombos man, Mico y Huachimingo.

- Álvaro Díaz: voz Juan Carlos Bodoque, el mono loco rojo, César, Chascoberto, Lautaro Cabrera, Pato tengo miedo, Joe Pino y Balón Von Bola.

- Alejandra Dueñas: voz Emerilda Pomposa (la vecina de Pepe Lota) y Patana Tufillo.

- Diana Massis: voz Flor Bovina.

- Pedro Peirano: voz Tulio Triviño, Lolo, Tangananá y Raúl Guantecillo.

- Rodrigo Salinas: voz Juanín Juan Harry, narrador de Calcetín con Rombos Man, John Quijada, Lechosino, Mario Hugo y el chancho Irrarázabal.

- Francisco Schultz: voz Maguito.

- Lorena Penjean: voz de la mona loca naranja.

- Carlos Espinoza: guitarra en «Mi Muñeca me Habló» y bases en «Yo Opino».

- Erick del Valle: programación en «El Baño Molestoso».

- Felipe Ilabaca: bajo en «31 Minutos».

- Pablo Aguilar: bajo en «Mi Muñeca me Habló».

- Fernando Aguilar: percusión en «Mi Muñeca me Habló».

- Raúl Silvestre: trombón en «Calcetín con Rombos Man».

- Sebastián Jordan: trompeta en «Calcetín con Rombos Man».

### Producción del disco
- Álvaro Díaz: producción musical.
- Juan Manuel Egaña: producción ejecutiva.
- Héctor Sánchez: producción ejecutiva.
- Fernando Aguilar: grabación, mezcla.
- Carlos Espinoza: grabación, mezcla.

- Gonzalo González: grabación.
- Pablo Ilabaca: producción musical, grabación.
- Joaquín García: masterización.
- Matias Iglesis: diseño carátula.
- Francisco Schultz: fotografías.
- Nicolás Grüm: asistente de diseño.
- Claudio Botarro: asesoría y producción gráfica.

#### LP
- Alejandra Neumann: producción ejecutiva.
- Gonzalo González: remasterización.
- Andrés Sanhueza: adaptación de diseño a formato LP.
- Poli del Valle: asistente de producción.

## Posicionamiento en listas
| Listas (2007)      | Mejor posición |
| ------------------ | -------------- |
| México (Billboard) | 7              |